# Glabellula electrica
Glabellula electrica is een vliegensoort uit de familie van de Mythicomyiidae. De wetenschappelijke naam van de soort is voor het eerst geldig gepubliceerd in 1966 door Hennig, oorspronkelijk geplaatst in het geslacht Proglabellula.